# Renata Mauer

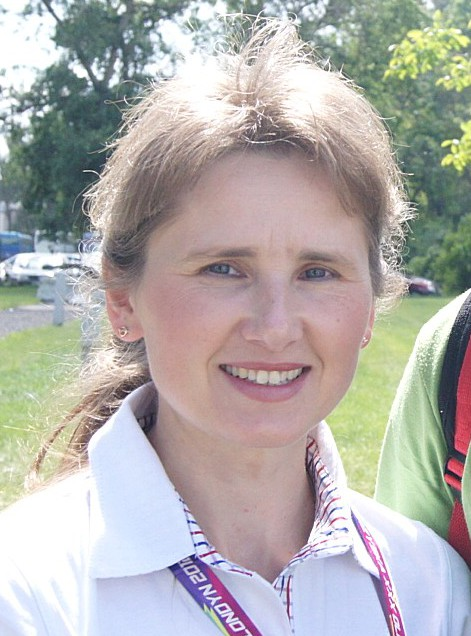
Renata Mauer (2012)

Renata Małgorzata Mauer-Różańska (* 23. April 1969 in Nasielsk) ist eine polnische Sportschützin und zweifache Olympiasiegerin.

## Karriere
Mauer begann 1984 mit dem Schießsport. Ihre erste internationale Medaille erhielt sie bei den Weltmeisterschaften 1990 in Moskau, als sie die Silbermedaille mit dem Luftgewehr gewann. 1992 gewann sie ebenfalls mit dem Luftgewehr die Bronzemedaille bei den Europameisterschaften in Budapest. Bei den Olympischen Spielen in Barcelona erreichte sie weder mit dem Luftgewehr noch mit dem Kleinkalibergewehr das Finale.
1994 belegte Mauer bei den Europameisterschaften mit dem Luftgewehr den fünften Platz und gewann die Bronzemedaille bei den Weltmeisterschaften in Mailand. 1995 gelang ihr, wieder in Mailand, mit dem Kleinkalibergewehr ihr einziger Weltcupsieg. 1995 und 1996 siegte sie mit dem Kleinkalibergewehr beim Weltcup-Finale in München. Bei den Olympischen Spielen 1996 in Atlanta gewann sie mit dem Luftgewehr die Goldmedaille vor der deutschen Petra Horneber und der Jugoslawin Aleksandra Ivošev. Vier Tage darauf siegte Ivosev mit dem Kleinkalibergewehr vor der Russin Irina Gerassimjonok und Renata Mauer. Nach dem Gewinn von zwei olympischen Medaillen und dem Sieg beim Weltcupfinale wurde Renata Mauer 1996 als Sportlerin des Jahres in Polen ausgezeichnet.
1997 gewann Renata Mauer mit dem Kleinkalibergewehr den Europameistertitel sowohl im olympischen Dreistellungskampf als auch in der Liegend-Position. Bei den Weltmeisterschaften in Barcelona 1998 gewann sie wie 1990 Silber mit dem Luftgewehr. Ihre zweite olympische Goldmedaille erkämpfte sie sich mit dem Kleinkalibergewehr bei den Olympischen Spielen 2000 in Sydney. Vier Jahre später verpasste sie bei den Olympischen Spielen in Athen als Neunte mit dem Luftgewehr nur knapp den Finaleinzug.
Renata Mauer erreichte 2005 bei den Europameisterschaften letztmals ein Finale bei internationalen Meisterschaften, im Weltcup blieb sie noch bis 2013 aktiv. Mauer startete für Śląsk Wrocław. Sie hat ein Wirtschaftsstudium abgeschlossen und ist Mutter von zwei Kindern.